# Edward Matwijkiw
Edward Theodor Matwijkiw (1. marts 1937 i Trørød – 17. maj 2012) var en dansk maler, grafiker og fotograf som var uddannet på Kunstakademiet 1960-62.